# Листвянка (Тяжинский район)
Листвя́нка — посёлок в Тяжинском районе Кемеровской области, административный центр Листвянского сельского поселения.

## География
Расположен в 8 км на юго-запад от райцентра Тяжинского и в 225 км от Кемерово.

## История
Основан в 1932 году как поселение.

## Население
| 2010 |
| ---- |
| 644  |

## Экономика
На территории посёлка находится КООПХОЗ «Сергеевский», занимающийся производством зерна, молока и мяса. Предприятие считается одним из лучших в Тяжинском районе.

## Образование
В посёлке имеется средняя школа, прошедшая лицензирование, аттестацию, аккредитацию. Директор школы — Бабичев Виталий Сергеевич. В школе занимаются 100 учеников, осуществляется подвоз учеников из соседних деревень, имеется производственная бригада, трактора, автобус, интернет-класс, один из лучших музеев в районе, заведующая — Новикова Лариса Николаевна.